# Marrero
Marrero est une communauté non-incorporée de l'État américain de la Louisiane, située dans la paroisse de Jefferson. Elle est une banlieue sud de La Nouvelle-Orléans, sur la rive ouest du fleuve Mississippi. Selon le recensement de 2010, sa population est de 33 141 habitants. 